# Розумний сумнів
«Поза розумним сумнівом» (англ. Beyond a Reasonable Doubt) — рімейк однойменного фільму 1956 року Фріца Ланґа. Автором сценарію, режисером і оператором став Пітер Гаямс, а в головних ролях нової версії фільму знялися Майкл Дуглас та Ембер Темблін. Про підготовку до зйомок фільму було оголошено в лютому 2008 року, а сама зйомка почалася через місяць. Прем'єра фільму відбулася в Іспанії 10 липня 2009 року.

## Синопсис
Блискучий обвинувач Мартін Гантер, що посадив за ґрати рекордну кількість злочинців, є безперечним кандидатом на перемогу у виборах губернатора. Але коли молодий честолюбний журналіст, Сі Джей Ніколас починає досліджувати справи Гантера, він виявляє фальсифікації показань свідків. Починаючи небезпечну гру у кота й мишки з Гантером, Сі Джей стає підозрюваним у вбивстві, щоб вивести корумпованого політика на чисту воду.

## У ролях
- Джессі Меткалф — Сі Джей Ніколс
- Ембер Темблін — помічниця окружного прокурора Елла Крістел
- Майкл Дуґлас — окружний прокурор Мартін Гантер
- Джоель Мур — Корі Фінлі, помічник Ніколса
- Орландо Джонс[en] — детектив Бен Нікерсон
- Лоуренс П. Берон — лейтенант Алекс Мерчант
- Сьюелл Вітні — Мартін Велдон
- Девід Дженсен — Ґері Спота
- Шарон К. Лондон — суддя Шеппард
- Крістал Кофі — Тайєша
- Рендал Рідер — людина, що вижила
- Ґрант Джеймс — Аарон Вейкфілд